# Sankt Margarethen im Burgenland
Sankt Margarethen im Burgenland (in ungherese: Szentmargitbánya) è un comune austriaco di 2 660 abitanti nel distretto di Eisenstadt-Umgebung, in Burgenland; ha lo status di comune mercato (Marktgemeinde).